# Gerard De Geer (född 1949)
Gustaf Hugo Gerard De Geer, född 21 juli 1949 i Rämmen i Värmland, är en svensk finansman och företagsledare
Gerard De Geer är son till företagsledaren och politikern Lars De Geer och sonson till Gerard De Geer. Han tillhör släktgrenen De Geer af Finspång. Han växte upp i Lesjöfors och gick sedan på internatskolan Lundsbergs skola. Gerard De Geer blev VD för Lesjöfors AB 1978 sedan fadern blivit försvarsminister. I maj 1982 ställde bolaget in betalningarna och bolaget sattes under rekonstruktion och blev ett löntagarägt företag. Familjen De Geer sålde bolaget för en krona. Gerard De Geer fortsatte som VD även i det nya bolaget fram till 1984.
Han var verksam på IK Investment Partners fram till 2010.